# 文格洛夫卡农村居民点
文格洛夫卡农村居民点（俄语：Венгеловское сельское поселение）是俄罗斯联邦伏尔加格勒州帕拉索夫卡区所属的一个农村居民点。其下辖有2个居民点，行政中心为文格洛夫卡。据2016年统计，该农村居民点的人口为540人。